# Qarah Darreh
Qarah Darreh (persiska: قَرِه دَرِّه, قره درّه) är en ort i Iran.   Den ligger i provinsen Zanjan, i den nordvästra delen av landet, 300 km väster om huvudstaden Teheran. Qarah Darreh ligger 1 537 meter över havet och antalet invånare är 463.
Terrängen runt Qarah Darreh är kuperad österut, men västerut är den platt.Runt Qarah Darreh är det ganska glesbefolkat, med 45 invånare per kvadratkilometer. Närmaste större samhälle är Dandī, 9,5 km nordväst om Qarah Darreh. Trakten runt Qarah Darreh består i huvudsak av gräsmarker.